# Индикаторна функция
В математиката индикаторна функция е функция дефинирана в множество X, която указва принадлежността на даден елемент в подмножество A на X.
Индикаторната функция на подмножеството A в множеството X е функцията
{\displaystyle \mathbf {1} _{A}:X\to \lbrace 0,1\rbrace \,}
дефинирана по следния начин
{\displaystyle \mathbf {1} _{A}(x)=\left\{{\begin{matrix}1&{\mbox{if}}\ x\in A,\\0&{\mbox{if}}\ x\notin A.\end{matrix}}\right.}
Индикаторната функция на A се отбелязва понякога така
{\displaystyle \chi _{A}(x)} or {\displaystyle \mathbf {I} _{A}(x)} или дори {\displaystyle A(x).}
(с гръцката буква χ се указва думата от гръцки произход характеристика.)

## Свойства
Ако A и B са подмножества на X, са изпълнени следните равенства
{\displaystyle \chi _{A\cap B}=\min\{\chi _{A},\chi _{B}\}=\chi _{A}\cdot \chi _{B},\,}
{\displaystyle \chi _{A\cup B}=\max\{{\chi _{A},\chi _{B}}\}=\chi _{A}+\chi _{B}-\chi _{A}\cdot \chi _{B},}